# آنیس گی‌یمو
آنیس گی‌یمو (به فرانسوی: Agnès Guillemot) ‏ (۱۹۳۱-۲۰۰۵) تدوین‌گر فرانسوی بود. او تدوین بسیاری از فیلم‌های ژان لوک گودار و چند فیلم از فرانسوا تروفو را انجام داد.

## روش تدوین
«گی‌یمو تنها تدوین‌گری بود که بیش از همهٔ مونتورهای جهان از قطع جهشی استفاده کرده بود.»

## آثار

### تدوینِ فیلم‌های گدار
- ۱۹۶۱ - زن، زن است
- ۱۹۶۲ - جهان نو، ۲
- ۱۹۶۲ - گذران زندگی
- ۱۹۶۳ - تفنگ‌دارها
- ۱۹۶۳ - تحقیر
- ۱۹۶۳ - کلاه‌برداری بزرگ
- ۱۹۶۵ - سرباز کوچولو
- ۱۹۶۵ - زن شوهردار
- ۱۹۶۵ - آلفاویل
- ۱۹۶۶ - دستهٔ غریبه‌ها
- ۱۹۶۶ - مذکر - مؤنث
- ۱۹۶۶ - ساخت آمریکا
- ۱۹۶۷ - چینی
- ۱۹۶۷ - آخر هفته
- ۱۹۶۷ - پیش‌بینی
- ۱۹۶۷ - فرزند مسرف

### تدوینِ فیلم‌های تروفو
- ۱۹۶۸ - بوسه‌های دزدیده شده
- ۱۹۶۹ - زیبایی می‌سی‌سی‌پی
- ۱۹۷۰ - کودک وحشی
- ۱۹۷۰ - کانون زناشویی